# Thomas Dimsdale

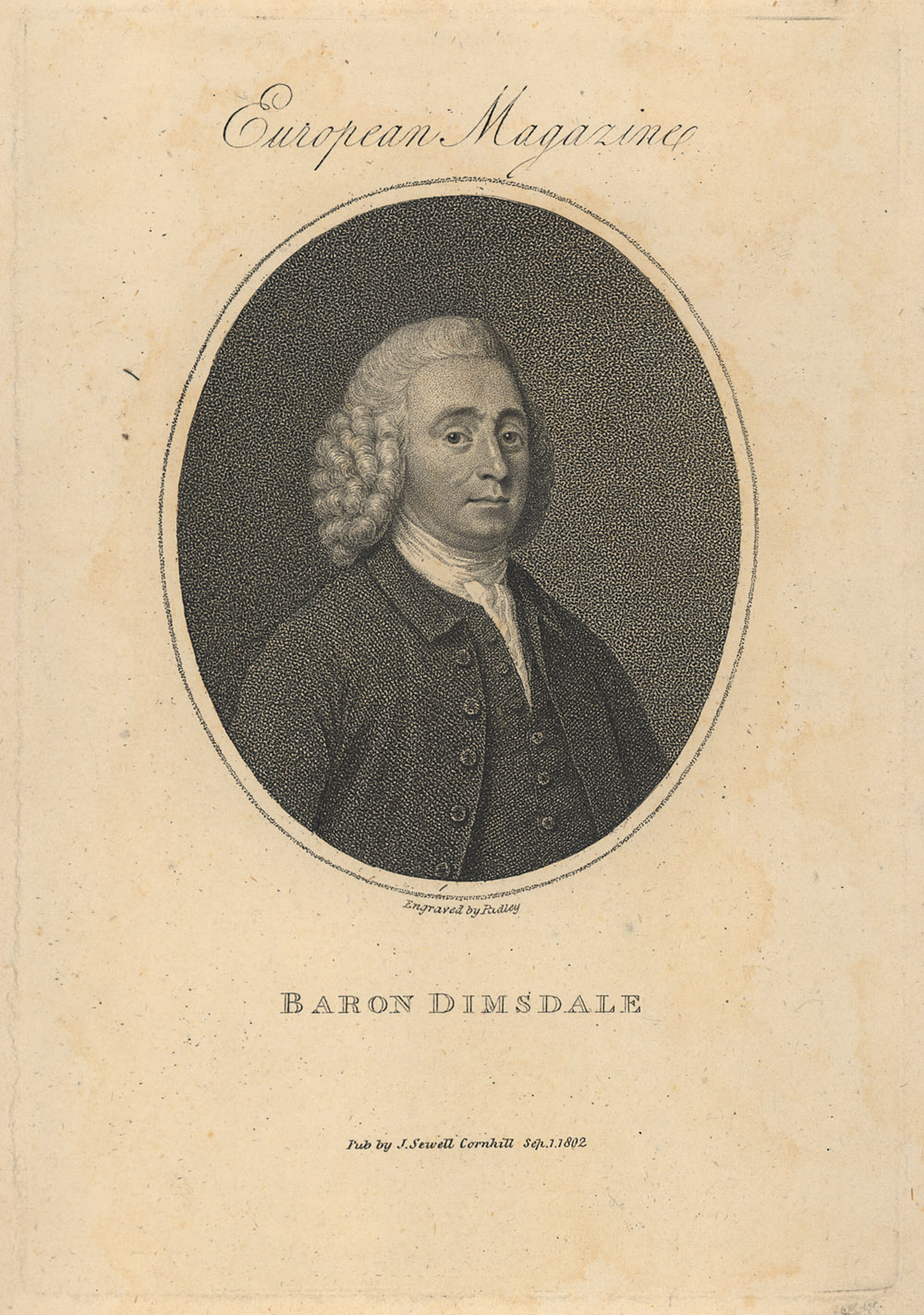
Thomas Dimsdale, 1712–1800

Thomas Dimsdale (* 1712 in der Nähe von Epping (Essex); † 30. Dezember 1800) war ein britischer Mediziner und Pionier auf dem Gebiet der Variolation gegen Pocken.

## Leben
Dimsdale wurde 1712 (nach manchen Quellen 1711) als Sohn eines Apothekers in der Nähe von Epping, in Essex geboren. Er studierte Medizin an Londoner Krankenhäusern unter Symonds und Girle; 1746 nahm er an der gegen schottische Rebellen gerichteten militärischen Strafexpedition des Herzogs von Cumberland teil; 1761 schloss er sein Medizin-Studium ab. Danach verfeinerte er die Impfmethode der Variolation. 1768 wurde Dimsdale zusammen mit seinem Sohn Nathaniel (* 1748; † 1811) nach Russland eingeladen um Katharina die Große und den damals 14-Jährigen Großfürsten, ihren Sohn Paul I., gegen Pocken zu inoculieren. Die Reise wurde fürstlich unter anderem mit einer einmaligen Zahlung von £10.000, einer lebenslangen Jahresrente von £500 und der Erhebung in den Stand eines Barons belohnt. Angebote in Russland zu bleiben, schlug er indes ebenso aus wie das Angebot Friedrichs II., sich in Preußen niederzulassen. 1780 nahm er den Parlamentssitz für Hertford ein. 1781 unternahm er eine zweite Russlandreise, diesmal um die Söhne des Großfürsten zu impfen. 1790 zog er sich aus den öffentlichen Ämtern zurück. Dimsdale starb am 30. Dezember 1800.

## Werke
- The Present Method of Inoculating for the Small-Pox; To Which Are Added, Some Experiments, by Thomas Dimsdale, M.D. 4 korrigierte Auflage. London: W. Owen, 1768.[2]
- Thoughts on General and Partial Inoculations, London 1776.[3]